# Aaron Olsen

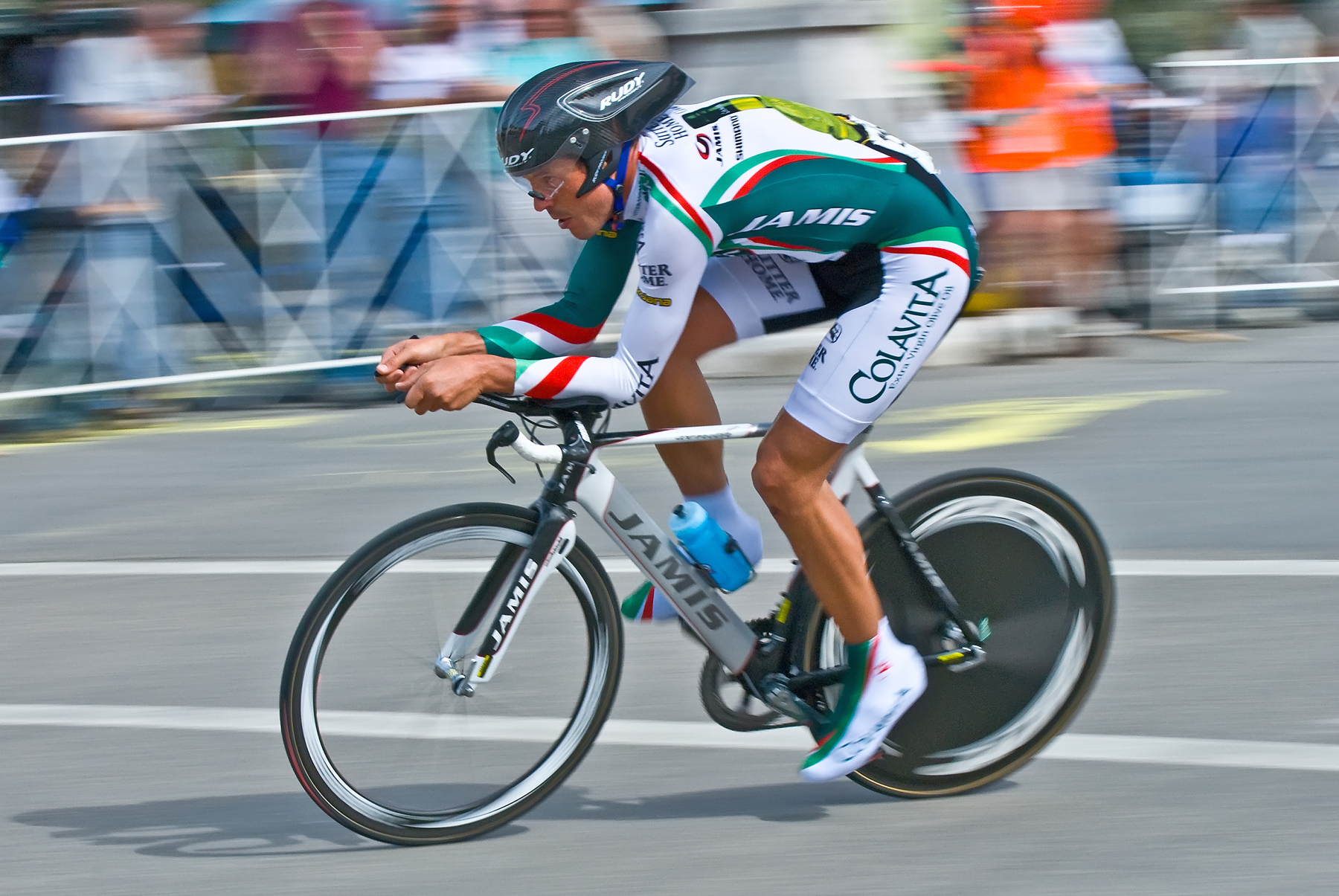
Aaron Olsen bei der Tour of California 2009

Aaron Olsen (* 11. Januar 1978) ist ein ehemaliger US-amerikanischer Radrennfahrer.
Nachdem Aaron Olsen im Jahr 2000 bei den US-Meisterschaften der U23 Dritter wurde, begann er seine internationale Karriere 2001 beim Prime Alliance Cycling Team. Im Jahr 2004 gewann er eine Etappe der Tour de Beauce.
In den Jahren 2006 und 2007 fuhr er bei den UCI ProTeams Saunier Duval-Prodir und T-Mobile. Für diese Mannschaften bestritt er zweimal den Giro d’Italia, wobei er 2006 148. und 2007 137.wurde. Die Irland-Rundfahrt 2007 beendete er als Dritter des Gesamtwertung.
Im Laufe der Saison 2009 beendete Olsen seine Laufbahn.

## Teams
- 2001 Prime Alliance Cycling Team
- 2002 Iteamnova.com
- 2003 Schroeder Iron Cycling Team
- 2004 Colavita
- 2005 Colavita Olive Oil-Sutter Home
- 2006 Saunier Duval-Prodir
- 2007 T-Mobile Team
- 2008 Bissell Pro Cycling Team
- 2009 Colavita/Sutter Home-Cooking Light (bis 30. Juni)

## Erfolge
2000
- US-Straßenmeisterschaften (U23)

2004
- eine Etappe der Tour de Beauce